# Panhuitz Tianijá
Panhuitz Tianijá är en ort i Mexiko.   Den ligger i kommunen Tila och delstaten Chiapas, i den sydöstra delen av landet, 700 km öster om huvudstaden Mexico City. Panhuitz Tianijá ligger 278 meter över havet och antalet invånare är 386.
Terrängen runt Panhuitz Tianijá är huvudsakligen kuperad, men åt sydväst är den platt. Runt Panhuitz Tianijá är det ganska glesbefolkat, med 38 invånare per kvadratkilometer. Närmaste större samhälle är Tila, 18,7 km söder om Panhuitz Tianijá. Trakten runt Panhuitz Tianijá består till största delen av jordbruksmark.